# Steppa alberata dell'Europa orientale
La steppa alberata dell'Europa orientale è un'ecoregione dell'ecozona paleartica, definita dal WWF (codice ecoregione: PA0419), che si estende attraverso l'Europa orientale, passando per Bulgaria, Romania, Moldavia, Ucraina e Russia.

## Territorio

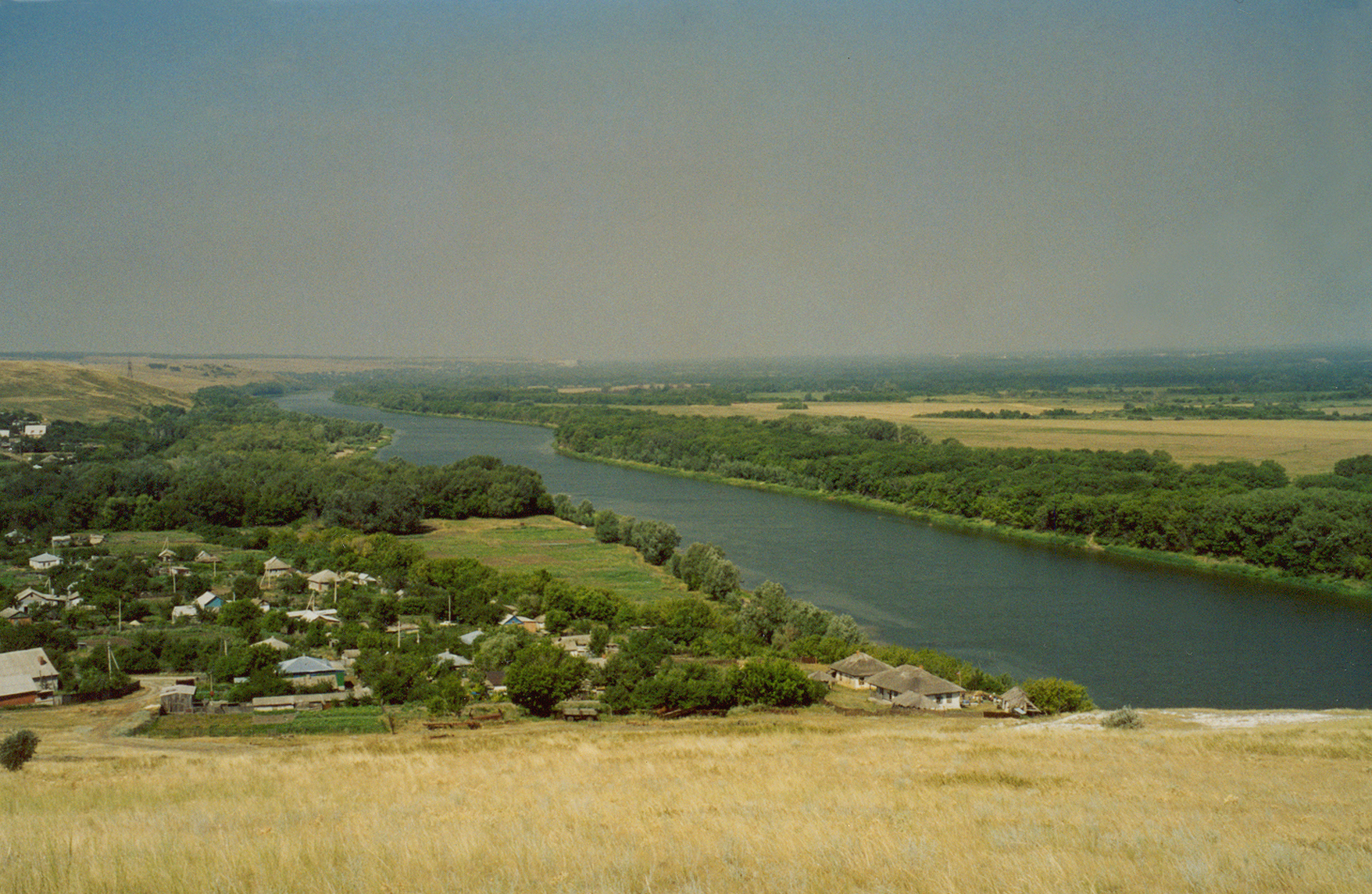
Il Don presso Kalininsky, nell'oblastʹ di Rostov.

Tra le steppe erbose a sud, e le foreste decidue e miste a nord, si estende una larga fascia di steppa alberata che attraversa tutta l'Europa orientale. La dinamica della regione si manifesta nella conquista graduale della steppa da parte della foresta, e nell'ampliata diffusione degli animali e delle piante nei loro adattamenti. Il paesaggio alterna steppa e foresta. Svariati animali vi hanno trovato degli ambienti molto favorevoli, in quanto le zone erbose e i prati fungono da pascoli estivi, mentre i boschi offrono protezione e nutrimento durante l'inverno. Pertanto nella zona si trovano assieme animali della foresta e della steppa.
I grandi fiumi dell'Europa orientale (il Dniepr, il Don, il Volga e l'Ural) serpeggiano da nord a sud attraverso tutti i tipi di steppa, da quella alberata a quella semidesertica, interrompendo la monotonia del paesaggio. Lo scenario delle loro rive è caratterizzato da boschi, terrazzi boscosi, da ripe sabbiose, boscaglie, prati, paludi e nudi banchi di sabbia. Di conseguenza le valli presentano una flora e una fauna ben diverse da quelle delle steppe circostanti. Il Volga è spesso fiancheggiato da alte ripe, che in certi luoghi sono una più elevata dell'altra. Le paludi possono avere una ricca avifauna costituita da quelle specie più adattate a questo ambiente che alla steppa. Una passeggiata lungo il Volga permette quindi di osservare due mondi animali ben diversi, quello delle paludi e quello della steppa.

## Flora

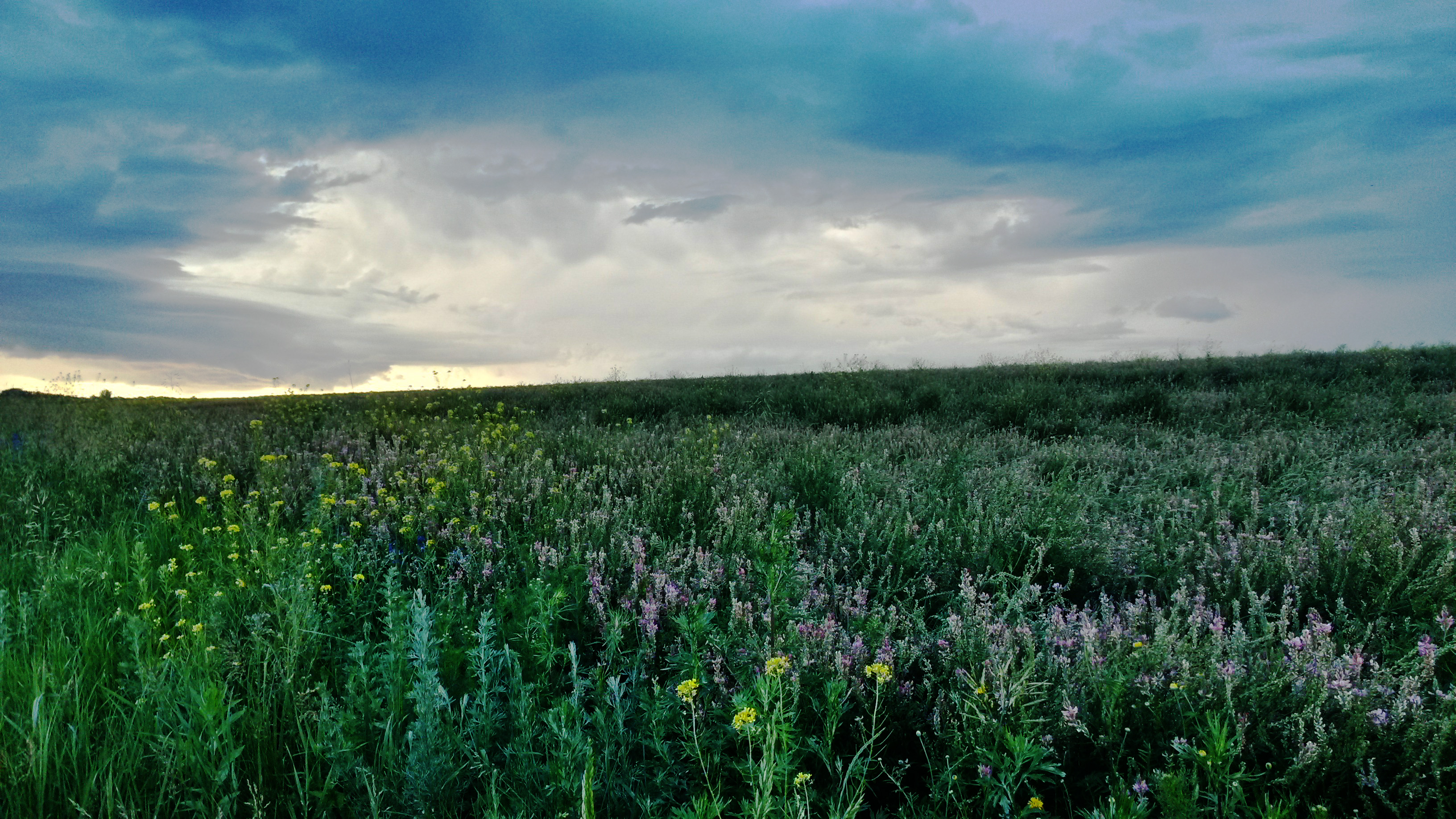
La steppa in fiore nella riserva naturale delle Terre Nere centrali.

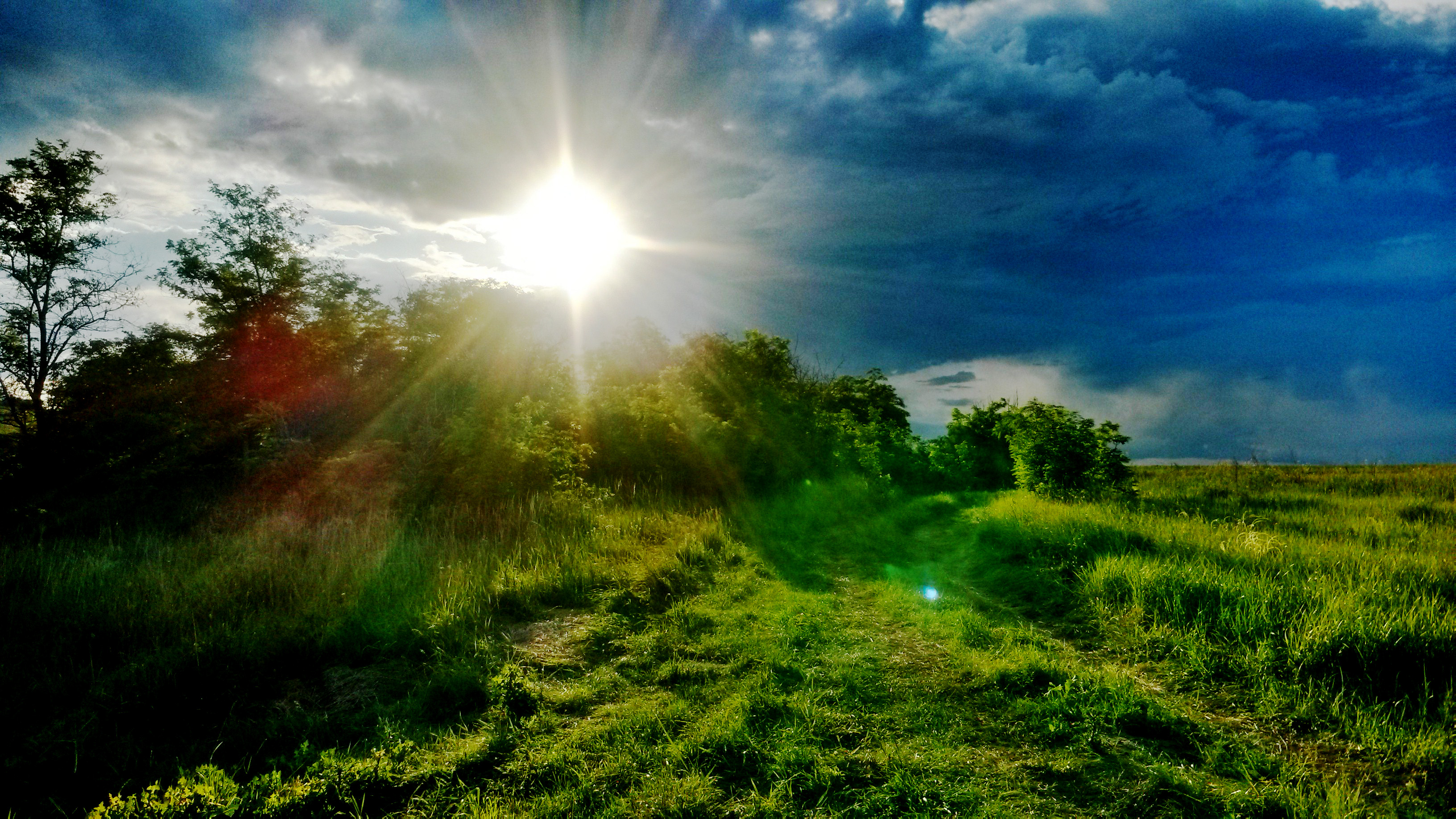
Bosco nella steppa.

In generale le steppe boscose sono di due tipi. La prima prevale a sud, ed è un'imponente steppa dagli orizzonti quasi ininterrotti, per lo più rivestita di erbe stipe tra cui la Stipa joannis dalle larghe foglie e l'alta S. pennata, e di migliaia di fiori, bianchi, gialli, rossi e azzurri. Qua e là la monotonia è interrotta da ciuffi di alberi o da boschetti, a volte dei veri boschi, dove predomina la quercia (Quercus robur). Il secondo tipo di steppa alberata è più comune verso nord e consiste eminentemente di boschi aperti di quercia, con interposte delle radure fiorite. In alcuni luoghi i boschi si estendono molto e ricoprono larghe aree, essendono completamente circondati dalla steppa. I boschi possono mutare con la topografia e il tipo del suolo, e può variare il numero degli alberi decidui, ma la quercia è sempre l'elemento predominante. Tra le querce si notano a volte olmi (Ulmus minor), aceri (Acer campestre e A. platanoides), tigli e pioppi tremuli. Noccioli e aceri (Acer tataricum) possono formare delle fitte boscaglie al margine dei boschi di quercia. Queste steppe sono assai più ondulate di quella erbosa e dei semideserti del meridione, cosa che favorisce la colonizzazione arborea.
In alcune regioni, come quella di Poltava, la steppa alberata, sia essa completamente afforestata o no, è coperta di piccole depressioni carsiche, profonde da uno a due metri, e del diamentro da dieci a cento metri. Spesso sono dolcemente arrotondate e possono essere piene d'acqua. In certi luoghi sono numerose e vicine tra loro, un fenomeno assai curioso. Le depressioni si formano probabilmente con l'infiltrazione dell'acqua che ha depresso il loess sottostante. Vaste aree della steppa alberata sono formate di loess, un sedimento finissimo ivi trasportato e accumulato dal vento nel corso di migliaia di anni. Spesso le depressioni sono state colonizzate dai pioppi tremuli e da cespugli di salici, e a volte dal Rubus caesius. Queste boscaglie sono l'avanguardia della successiva invasione arborea: pian piano vengono invase da olmi, faggi e tigli, per quanto la quercia non compaia che più tardi.
A oriente, laddove la steppa alberata si incontra con gli Urali, il faggio subentra alla quercia come elemento dominante, ma il mosaico di boschetti e di boschi isolati in mezzo alla steppa è lo stesso.
La steppa alberata comprende ancora delle aree allo stato naturale, nel senso che la vegetazione è vergine; ma l'uomo ne ha cambiato il carattere in maniera indiretta. La marmotta bobak ad esempio non si trova più. Un esempio di steppa vergine si ha nella riserva naturale delle Terre Nere centrali vicino a Kursk. La fioritura di questa steppa, che è umida in inverno e asciutta d'estate, è veramente magnifica. Là si può ammirare, nel cuore dell'Europa orientale, quello che le steppe dovevano essere durante parte dell'epoca postglaciale.

## Fauna
La vita animale nelle vaste steppe boscose è pressappoco la stessa che in quelle erbose. Il suslik è la forma più comune, ma altre lasciano i boschi temporaneamente per visitare le zone aperte. Questo tipo di steppa non alberga tipi speciali di vertebrati, che cioè vi si siano adattati in modo esclusivo.
Allodole comuni, calandri e stiaccini sono comuni nella steppa alberata. La frequenza dello stiaccino nella grande steppa asciutta è notevole, se si pensa alle esigenze mostrate da questa specie negli ambienti dell'Europa occidentale. In primavera moltitudini di allodole e di pispole abitano in queste steppe, ma verso luglio sono già migrate via. La grande otarda è divenuta così rara che la sua riproduzione nella steppa alberata viene considerata un fatto eccezionale. L'albanella minore (Circus pygargus) e l'albanella pallida (Circus macrourus) cacciano volando lungo il contorno del terreno, onde piombare sulla preda di sorpresa. I maschi hanno un manto elegante disegnato in celeste chiaro e bianco.

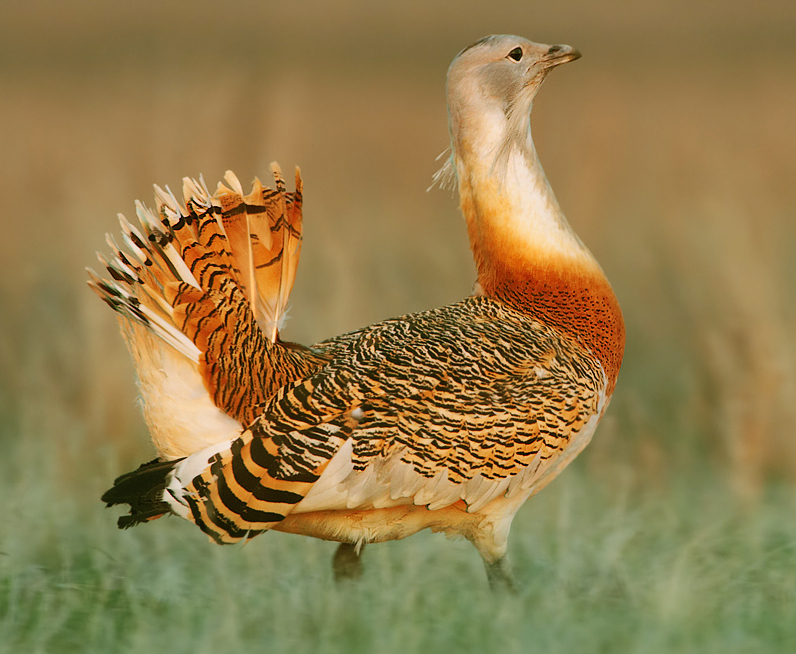
L'otarda, uno degli abitanti più rari della steppa alberata.

Molti boschi della steppa si potrebbero veramente chiamare «steppe incluse», in quanto radure grandi e piccole si aprono dentro i boschi come in un parco. Là vivono volpi, tassi e caprioli, quest'ultimi rappresentati da due specie: il Capreolus capreolus, comune in tutta l'Europa, e il più grande Capreolus pygargus, a distribuzione prevalentemente asiatica. Nelle steppe boscose dell'Europa esso abita attorno al Volga e nelle regioni a oriente, fino agli Urali. Le collinette dello spalace orientale (Spalax microphthalmus) si notano dappertutto specialmente nelle radure in mezzo al bosco; questo animale deve essere molto numeroso. Tra i roditori più piccoli troviamo l'arvicola rossastra (Myodes glareolus), il topo selvatico (Apodemus sylvaticus), il topo selvatico collo giallo (A. flavicollis) e il topo selvatico a dorso striato (A. agrarius). Il moscardino (Muscardinus avellanarius) è forma tipica dei boschetti. Tra gli uccelli, lo zigolo giallo (Emberiza citrinella) è la specie caratteristica delle steppe incluse. Si sentono le bellissime note di flauto del rigogolo, il tubare delle colombe, dei colombacci e dei piccioni, i richiami dei picchi e l'allegro canto della bigia padovana (Sylvia nisoria). La sterpazzola ha a disposizione delle ottime aree di caccia, ben rifornite di insetti.
La transizione dalle steppe incluse ai boschi veri e propri si manifesta con un aumento delle specie animali. Il sottobosco è a luoghi molto fitto ed alto. Macchie di lamponi ricoprono larghe aree, e in molti luoghi l'ortica (Urtica dioica) è alta quasi due metri, così che uno deve proteggersi la faccia. Diverse altre piante crescono alla stessa altezza. Nelle radure soleggiate crescono piante che sono ambientate anche nella steppa erbosa e ricoprono il terreno di fiori dai colori variati. La diversità delle specie è unica per l'Europa. In un metro quadrato di terreno sono state contate fino a venti specie, e fino a cento in cento metri quadri.
Nei boschi l'alce è assai frequente, e talora si spinge lontano nella steppa aperta. La martora, uno dei carnivori più comuni di questa steppa, ogni tanto fa delle incursioni negli spazi aperti. I boschi di caducifoglie ospitano anche molti verzellini, capinere, frosoni, cinciallegre, corvi e tordele. Nelle radure, steppe in miniatura circondate dalla foresta, si trovano molti stiaccini, cardellini e fanelli, mentre gli usignoli preferiscono le macchie. Il rapace più comune dei boschi è il nibbio bruno; il pecchiaiolo, lo sparviero e la cornacchia grigia (Corvus cornix) vi fanno il nido. Qualche aquila reale si vede ogni tanto sopra questi boschi della steppa.
La cesena (Turdus pilaris) fu notata di luglio a sud fino a Kursk. La passera mattugia (Passer montanus) nidifica numerosa nei boschi di querce, dove si insedia nei nidi degli uccelli più grandi. Verzellini e pettirossi europei sono anch'essi comuni nei boschi.
La presenza di rettili e di anfibi è una delle caratteristiche animali della steppa alberata, sia nelle aree alberate che in quelle aperte. La lucertola della sabbia, la vipera della steppa e il rospo sono comuni qui quanto nella steppa sabbiosa. Nei boschi, che sono più umidi, troviamo inoltre il pelobate fosco (Pelobates fuscus), la rana arvale (Rana arvalis) e l'orbettino orientale (Anguis colchica).
Il castoro è un vecchio residente della steppa di Voronezh. Attualmente esso viene sfruttato in maniera commerciale e ne viene fatto un allevamento su larga scala. Più a oriente, nelle steppe con boschi di betulle degli Urali, vivono gli scoiattoli volanti della Russia (Pteromys volans), oltre le martore e gli orsi.

## Conservazione
Molte delle specie diffuse in questa ecoregione sono in pericolo di estinzione. Nonostante alcune zone siano protette, come il parco nazionale della foresta di Homolsha in Ucraina e la riserva naturale dell'Oka in Russia, l'estensione di territorio protetto non è abbastanza per assicurare la sopravvivenza di molte specie. Gli habitat sono stati frammentati o addirittura soppiantati dall'espansione dell'agricoltura, dell'attività mineraria e dell'industria, in crescita costante.